# Seznam angleških filologov
Seznam angleških filologov.

## A
- James Adams (filolog)

## B
- Nathan Bailey
- William Barnes
- Samuel Birch

## C
- John Chadwick

## D
- John William Donaldson

## E
- Alexander John Ellis

## F
- Frederick James Furnivall

## H
- Nathaniel Brassey Halhed

## J
- William Jones (filolog)

## M
- Richard Morris

## P
- John Palsgrave
- James Cowles Prichard

## R
- Henry Rawlinson

## S
- Walter William Skeat

## T
- John Horne Tooke

## V
- Michael Ventris